# 전쟁 고아

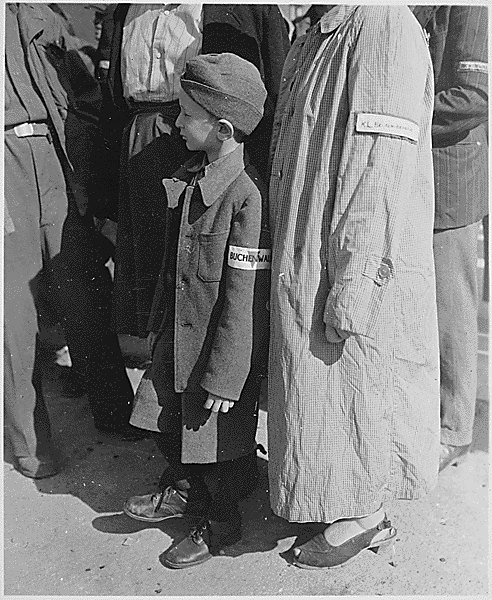
2차 대전 당시 전쟁 고아

전쟁 고아는 전쟁 중에 부모가 사망하거나 실종되어 생긴 고아이다. 전쟁으로 인한 여러 피해 가운데 당사자와 사회 모두에 무척 가슴 아픈 사례이다.

## 역사
전쟁 중에 민간인 살해와 관련한 전쟁 고아는 아주 오래 전부터 있었다. 임진왜란 당시 의병을 일으킨 김용의 아들 김난수는 전쟁 와중에 부모와 떨어져 고아가 되었으며 그의 3대손 후에야 본가의 족보에 합쳐질 수 있었다. 당시 조선을 침공했던 고니시 유키나가는 고아 한 명을 자신의 양녀로 삼아 기독교 세례를 주고 줄리아 오타아라는 이름을 지어 주기도 하였다. 중세 성기 프랑스에서는 종교 차원에서 "가련한 자"에 대한 구호가 시작되었는데 그 중에는 백년 전쟁을 포함한 여러 전쟁을 통해 발생한 고아의 구호도 있었다.
근대에 이르러 전쟁은 총력전의 양상을 띄게 되었고 그로 인해 막대한 민간인 피해가 발생하여 전쟁 고아 역시 전후의 사회 문제가 되었다. 제1차 세계대전에서 서부 전선의 프랑스와 벨기에 측에서만 약 20만명 이상의 전쟁 고아가 발생하였다. 제2차 세계대전은 문자 그대로 전 세계가 전장이 되었으며 추축국과 연합국 양측 모두에서 막대한 인명 피해와 전쟁 고아를 발생시켰다. 전후 독일은 거리를 떠돌아 다니는 늑대 아이들이 사회적 문제로 부각되었다. 일본의 경우도 12만명 이상의 전쟁 고아들이 농촌과 도시 지역에서 홈리스로 거리를 떠돌았다.
한국 전쟁은 군인보다 민간인 피해가 더 큰 전쟁이었고 더욱이 피난 와중에 서로를 잃어 이산 가족이 된 경우도 많았다. 한국 전쟁의 전쟁 고아는 3만 5천명 이상이 주한유엔민간원조사령부(UNCACK)가 관리하는 고아원에서 생활하였으며, 그 조차 보호를 받지를 못해 거리를 떠도는 경우도 많았다. UNCACK의 고아 구호는 긴급한 상황에 놓인 약자의 보호라는 인도적 지원을 시행한 긍정적 측면과 함께 서북지역의 기독교 단체가 구호 사업을 독점하여 생기는 온갖 비리나 미군과의 혼혈 고아를 되도록 빨리 해외 입양시켜 전시 인권 문제를 덮었다는 비판이 있다. 미국으로 입양된 최초의 한국 전쟁 고아는 이경수로 알려져 있다.

## 현황
20세기 후반 이후의 여러 전쟁과 내전에서도 전쟁 고아는 끊임 없이 발생하고 있다. 유니세프의 정의에 따른 전세계에서 18세 미만의 양부모 또는 부모 중 한 명이 사망하거나 실종된 고아는 1억 4천만명으로 전체 어린이의 6.5% 가량이다. 이 가운데 분쟁지역과 같은 위험한 지역에서 있는 전쟁 고아는 420만 명 가량이다.

## 같이 보기
- 한국 전쟁의 전쟁 고아